# Ито, Такэо (генерал)
Такэо Ито (яп. 伊東 武夫 Ито: Такэо, 6 июля 1889 — 24 февраля 1965) — генерал Императорской армии Японии во время Второй мировой войны.

## Биография
Такэо Ито родился в городе Фукуока в префектуре Фукуока. Во время японо-китайской войны командир двести двадцать восьмого пехотного полка, позже принял командование сто четырнадцатым пехотным полком. 25 августа 1941 года Ито произведен в генерал-майоры и назначен командиром тридцать восьмой пехотной дивизии, которая была основным японским подразделением при вторжении в Гонконг. В начале 1942 года сформирован сводный отряд из частей 38-й пехотной дивизии, двести двадцать восьмого пехотного полка и специального военно-морского подразделения, сформированного в городе Куре. Отряд был назван в честь командира «отряд Ито» и принял участие в сражении за Амбон в Голландской Ост-Индии (30 января — 3 февраля 1942 года) и в оккупации Тимора. Все эти кампании отличались крайней жестокостью и убийством пленных. В ноябре 1942 года Ито, вместе с одним полком 38-й дивизии, переведен на остров Гуадалканал. 11 ноября, в ходе битвы за Гуадалканал, части Ито по приказу генерал-лейтенанта Харукити Хякутакэ атаковали позиции морских пехотинцев под командованием генерала Александера Baндегрифта, державшие оборону у реки Матаникау. Позже 38-я дивизия приняла участие в битве за гору Остин. Он выжил, и 38-я дивизия в первую неделю февраля 1943 года была вывезена с Гуадалканала в ходе Операции Кэ. Некоторые западные историки ошибочно указывают, что Ито умер на Гуадалканале. 8 июля 1944 года Ито стал командиром 40-й отдельной сводной бригады, размещенной на острове Новая Ирландия. 26 ноября того же года произведен в генерал-лейтенанты.
В конце войны Такэо Ито пленен австралийской армией и отдан под суд как военный преступник за убийство китайских граждан. 24 мая 1946 года приговорен к смерти в Рабауле. Тем не менее, Ито был освобожден 28 октября и репатриирован в Японию. Умер 24 февраля 1965 года.

## Внешние ссылки
- Chapter VIII:Advances Towards Kokumbona // United States Army in World War II: The War in the Pacific — Guadalcanal: The First Offensive by John Miller (United States Army Center of Military History, 1949 & 1995), pp. 196, 201—202, 204
- Pearl Harbor to Guadalcanal: History of U.S. Marine Corps Operations in World War II, by Lt. Col. Frank O. Hough, USMCR; Maj. Verle E. Ludwig, USMC; Henry I. Shaw, Jr. (Historical Branch, G-3 Division, Headquarters, U.S. Marine Corps) Volume I, Chapter 8: Critical November
- The Hong Kong Society of Wargamers: «The Fall of Hong Kong, Christmas 1941», by Andrzej Cierpicki